# Scano Boa
Pour plus de détails, voir Fiche technique et Distribution.
Scano Boa est un film dramatique hispano-italien réalisé par Renato Dall'Ara et sorti en 1961.

## Synopsis
Un pêcheur et sa fille arrivent à Scano Boa, un petit village habité par des pêcheurs. Ils n'ont pas de bonnes relations avec le reste de la population, car ils sont considérés comme les porteurs de malheur pour le village. En effet, depuis leur arrivée, les esturgeons ne sont pas encore arrivés. Ce préjugé pousse Baronello, un villageois, à violer la jeune arrivante.

## Fiche technique
- Titre original italien et espagnol : Scano Boa[2],[3]
- Réalisateur : Renato Dall'Ara, assisté de Giorgio Cavedon
- Scénario : Tullio Pinelli, Ugo Moretti, Benedetto Benedetti, Rodolfo Sonego, Giorgio Cavedon et Renato Dall'Ara
- Photographie : Antonio Macasoli
- Montage : Nino Baragli, Armando Nalbone
- Musique : Roman Vlad
- Décors : Enrico Tovaglieri (it)
- Production : Francesco Corti
- Société de production : Cinematografica Lombarda, Ara Cinematografica (Milan), Lubi C.S.R.L. (Madrid)
- Pays de production :  Italie -  Espagne
- Langue originale : italien
- Format : Noir et blanc - Son mono - 35 mm
- Durée : 95 minutes
- Genre : Drame
- Dates de sortie :
  - Allemagne de l'Est : 7 décembre 1962

## Distribution
- Carla Gravina : Clara
- José Suárez : Baroncello
- Giuliana Rivera (it) :
- Alain Cuny : Cavarzvan
- Walter Santesso :
- Emma Penella : Buba
- Marisa Solinas :
- Olga Solbelli :
- Polidor :

## Production
Le film se déroule dans le delta du Pô, à Scanno del Gallo et dans d'autres régions de Polésine et de Comacchio. Les acteurs comprennent également Carla Gravina.
Le film s'inspire du roman du même titre de l'écrivain polonais Gian Antonio Cibotto (it) et d'un fait divers : la naissance d'une fille sur un bateau transportant le corps d'un pêcheur noyé.

« En 1954, Renato Dall'Ara, soutenu par ses collègues du parti et ses amis cinéphiles de l'équipe et de la distribution, avait fait ses débuts dans le cinéma avec un court métrage indépendant en 16 mm intitulé Scano Boa, qui se concentrait spécifiquement sur le fait divers de la naissance d'une petite fille au cours des funérailles d'un pêcheur. Ce court métrage, la première production cinématographique entièrement de Polésine, selon les termes de Tatti Sanguineti, "...a été un succès dans les festivals du film, à Rapallo et à Montecatini. Le succès a été tel qu'il a fait le tour du monde : Cannes, Berlin, Madrid. [...] Refaire le film en grand, avec de la vraie pellicule et de vrais acteurs, était naturellement devenu l'obsession de son réalisateur, Renato Dall'Ara, 36 ans, architecte de Rovigo, propriétaire d'une usine de chaussures, membre du parti communiste italien. »

— Tatti Sanguineti
Sur les événements entourant la production du court métrage de 1954, à l'occasion de son 60e anniversaire, le cinéaste de Rovigo Alberto Gambato réalisera le court métrage primé L'isola che c'era, coproduit par le Circolo del Cinema di Adria présidé par Vittorio Sega (it).